# Église Saint-Barthélemy d'Osthouse
L'église Saint-Barthélemy est un monument historique situé à Osthouse, dans le département français du Bas-Rhin en région Grand Est.

## Localisation
Ce bâtiment est situé à Osthouse.

## Historique
Initialement l'église était dédiée à saint Martin et ensuite à saint Barthélemy.
Les porte-cierge de l'église rappellent l'existence des anciennes corporations des pêcheurs, des agriculteurs et de journaliers.
La tour de l'église est coiffée d'un casque prussien, un Thurm-Helm. Sa construction semble datée du XIIe XIIIe siècle, avec différentes modifications ou rénovations s'étalant sur différents siècles.
Le cimetière, surélevé par rapport à son environnement, aurait pu être un cimetière fortifié ou tout simplement être à l'abri des inondations de l'Ill.
À l'origine le culte catholique semble avoir été le seul culte pratiqué. En 1576 Sébastien Zorn de Bulach introduisit la Réforme, mais à sa mort le village redevint catholique.
L'édifice fait l'objet d'une inscription au titre des monuments historiques depuis 1937.

## Architecture
La nef actuelle, qui est la troisième nef, a été construite selon les plans établis en 1769 par l'architecte Christiani de Barr. Les vitraux actuels sont l'œuvre d'un verrier de Metz, Ch. Lejail.
Le maître-autel, néo-rococo date du XIXe, voire du XXe siècle. Le tableau de ce même maître-autel, peint par René Kuder, a été offert par le baron Louis de Sonnenberg. Dans le chœur de l'église sont conservés les porte-cierges, emblèmes des différentes corporations du village. La table ouvragée, faisant office d'autel, a été mise à disposition de l'église par la baronne Eveline de Sonnenberg. 
Les tableaux du Chemin de Croix, peints par Carola Sorg, ont été offerts par le baron François (Frantz)-Antoine-Philippe-Henri Zorn de Bulach, le tableau du Christ Rayonnant par l'évêque-auxiliaire François Zorn de Bulach.
Le premier orgue de l'église date de 1789. L'actuel orgue, construit par les ateliers Wetzel a été successivement modifié, réparé, rénové par différents facteurs d'orgue. En 1992 l'orgue a été démonté par les Établissements Koenig et rénové dans leurs ateliers.

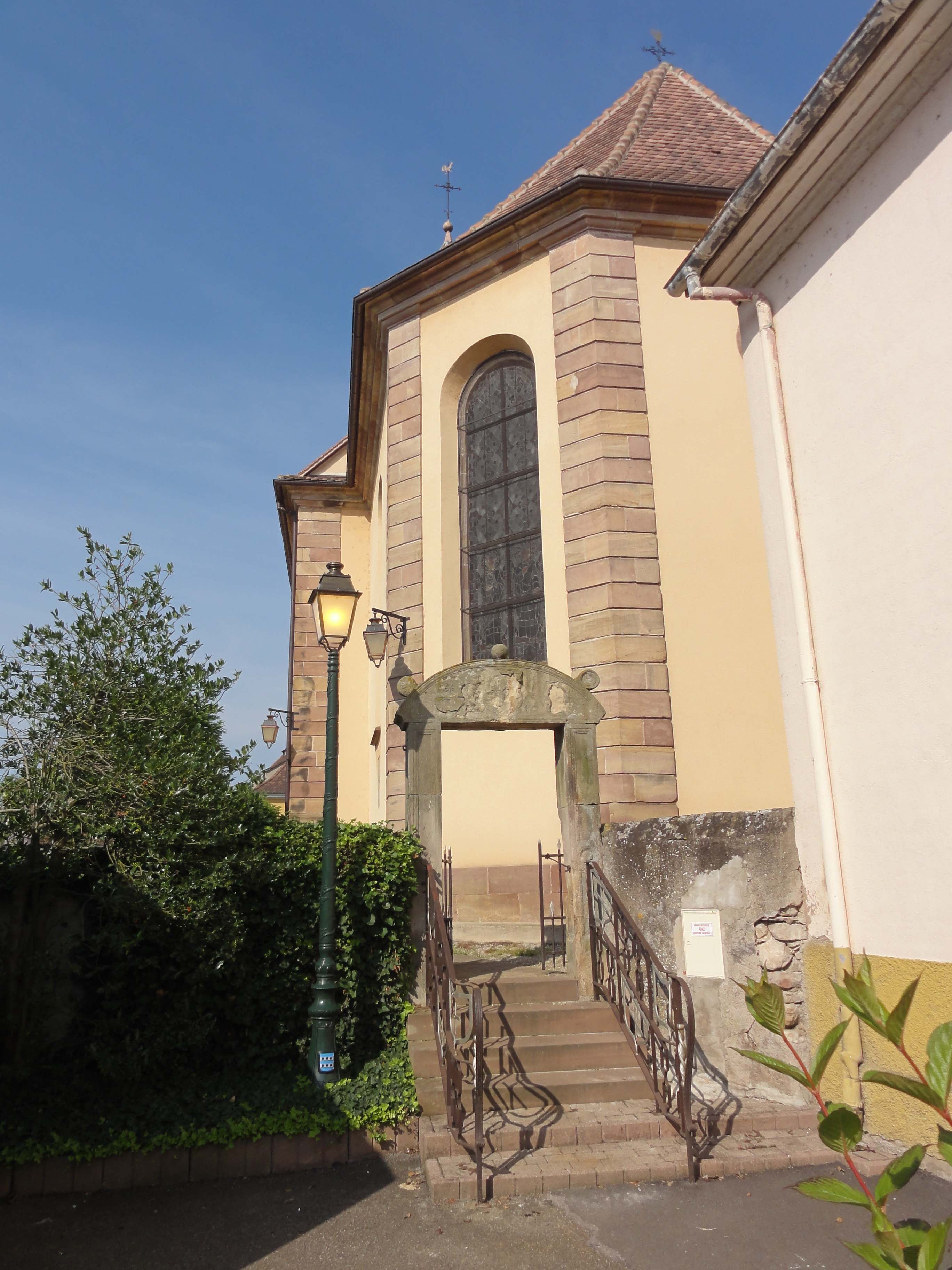
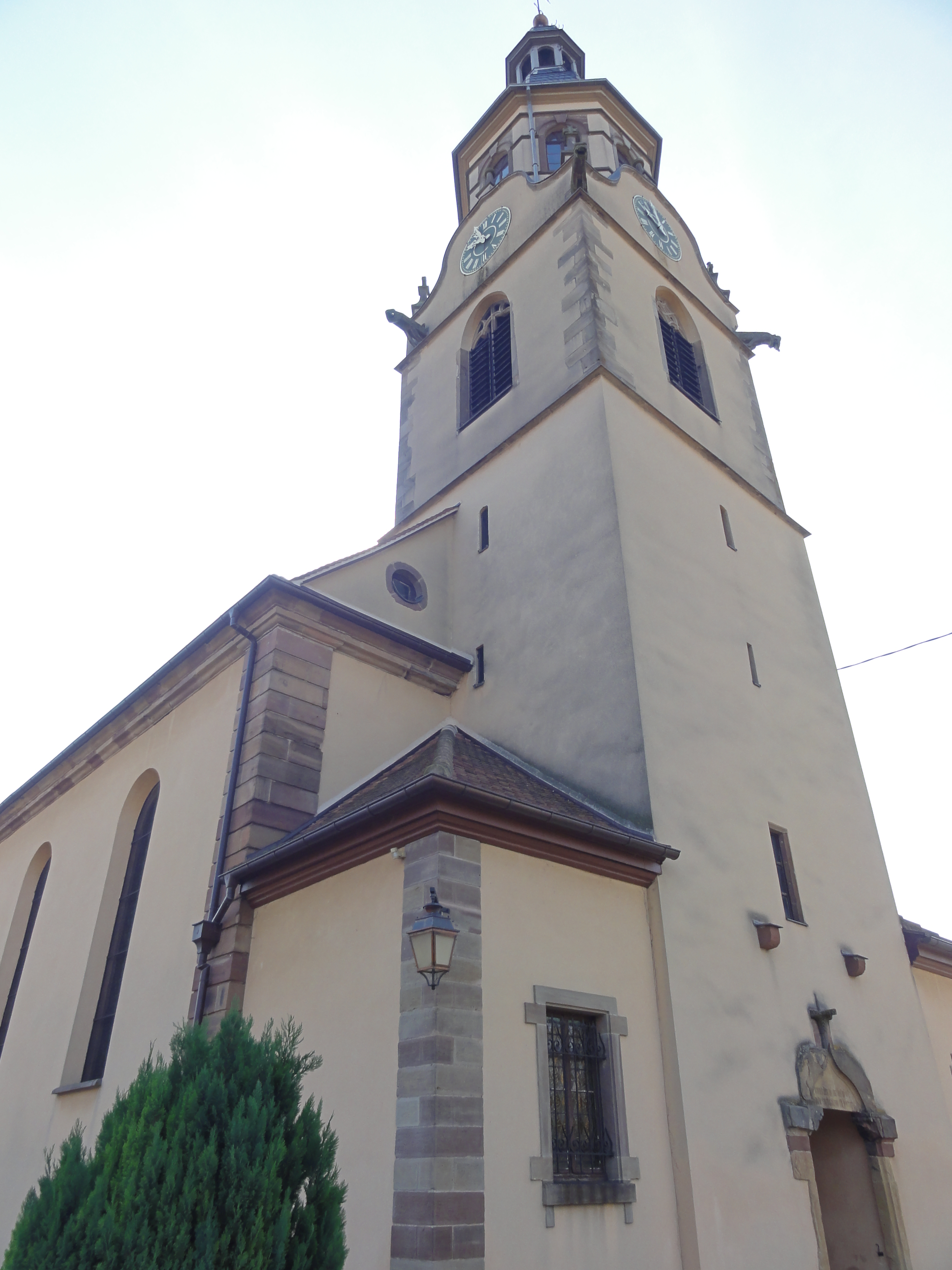
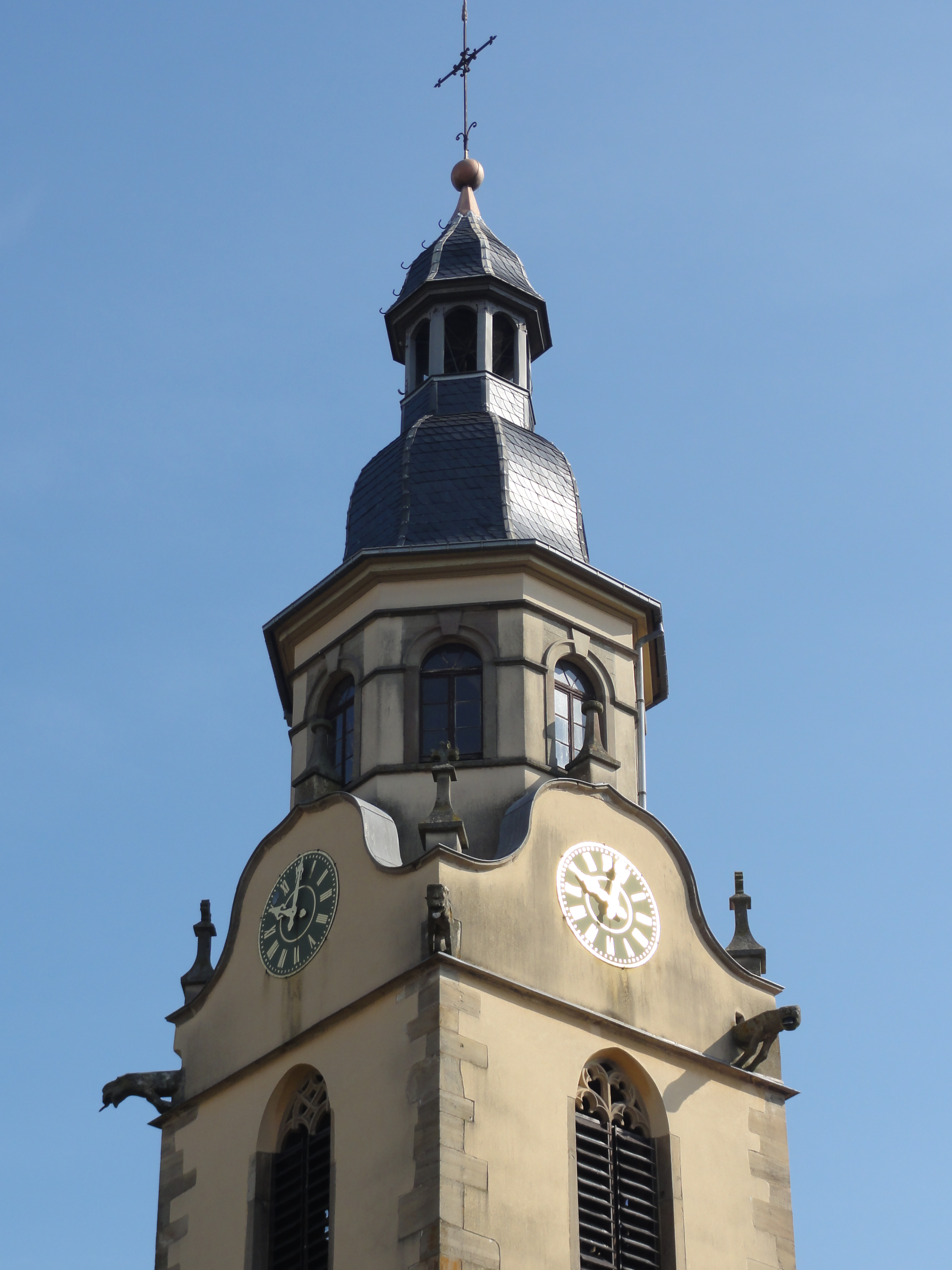
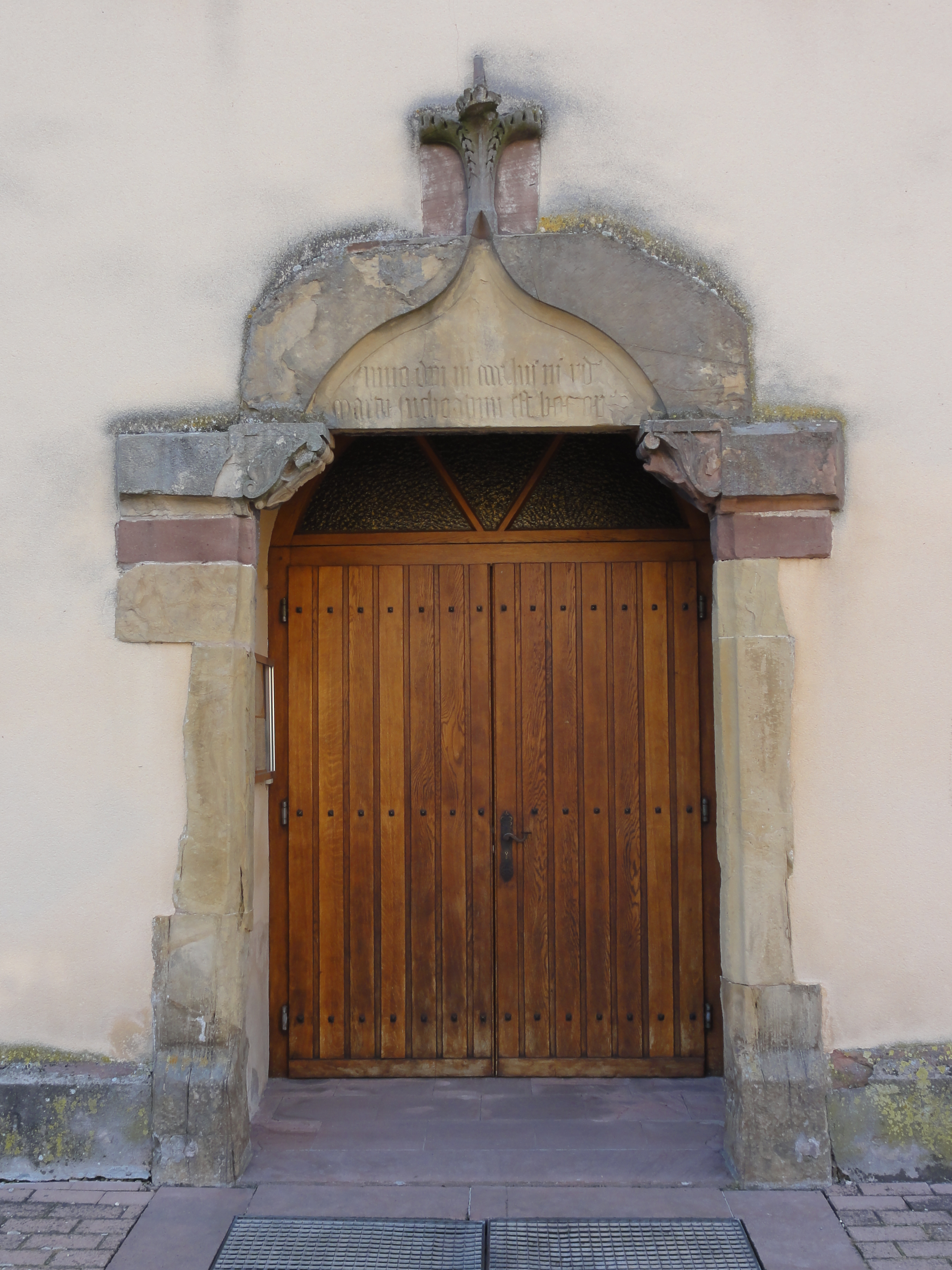
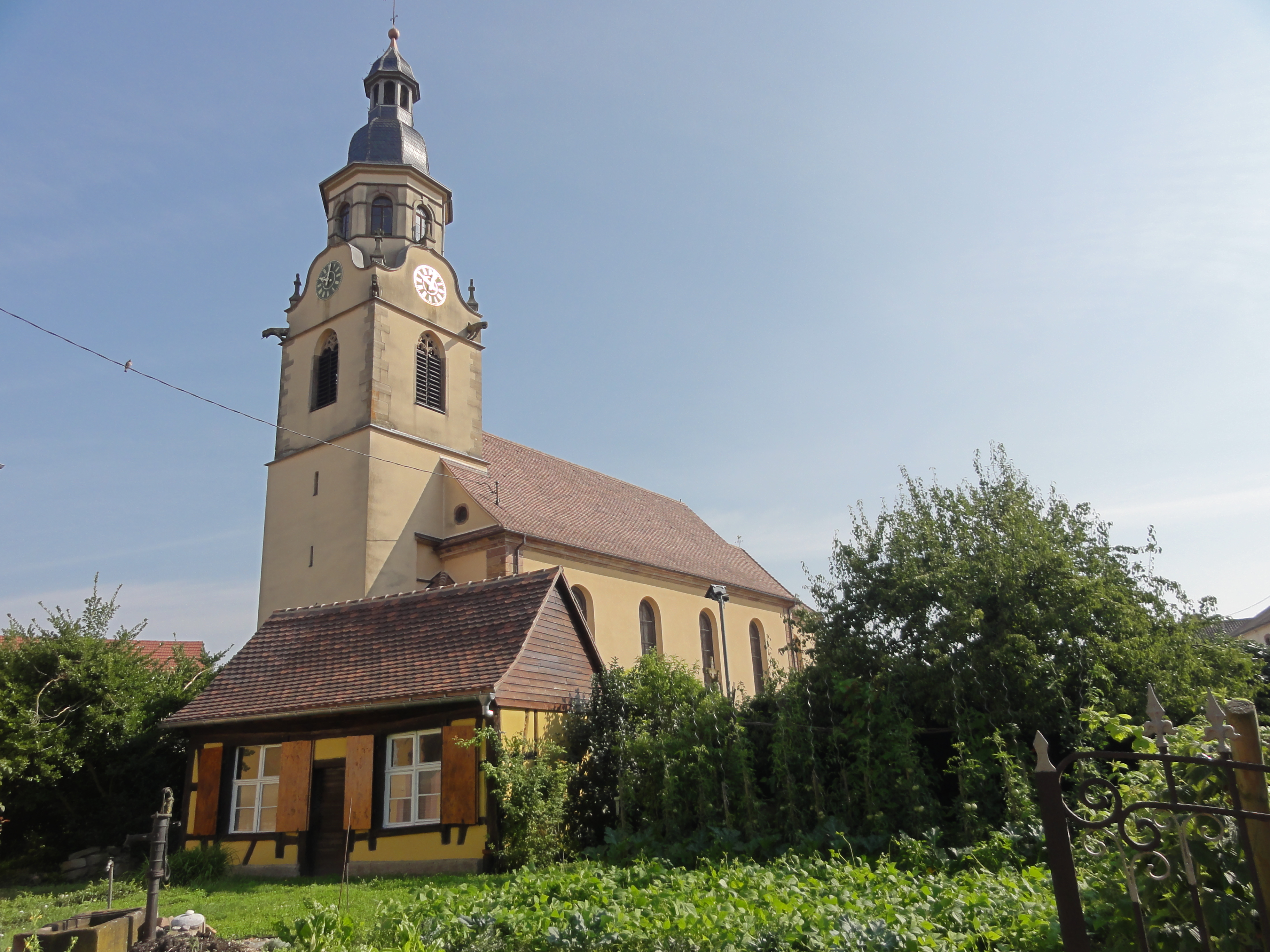
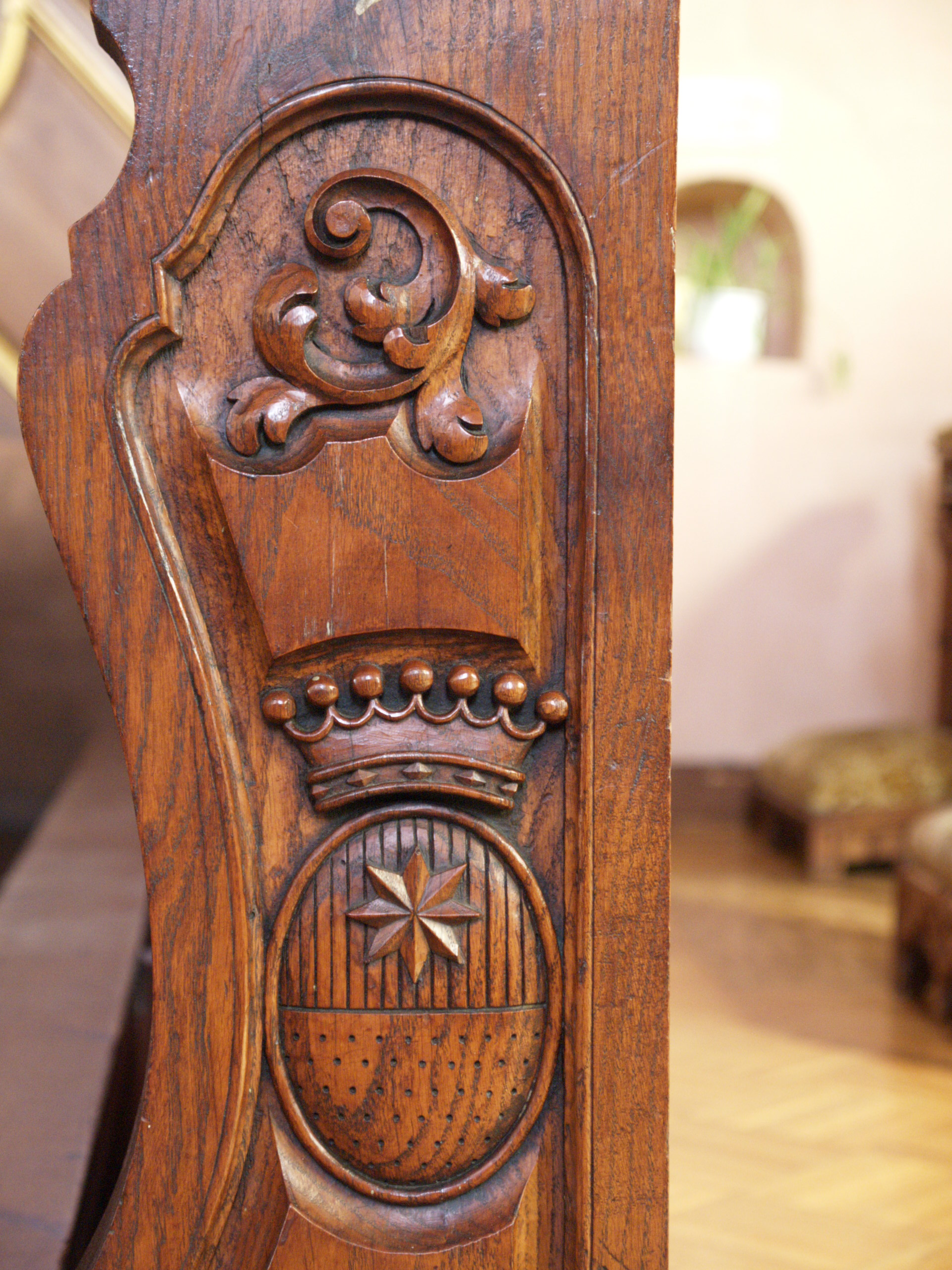